# Molophilus variegatus
Molophilus variegatus är en tvåvingeart som beskrevs av Edwards 1923. Molophilus variegatus ingår i släktet Molophilus och familjen småharkrankar. Inga underarter finns listade i Catalogue of Life.